# Negromantis lutescens
Negromantis lutescens es una especie de mantis de la familia Iridopterygidae.

## Distribución geográfica
Se encuentra en Camerún.